# Scarus compressus
Scarus compressus es una especie de peces de la familia Scaridae en el orden de los Perciformes.

## Morfología
Los machos pueden llegar alcanzar los 68 cm de longitud total.

## Distribución geográfica
Se encuentra en el golfo de California y las islas Galápagos.